# Thiomargarita namibiensis
Espèce
Thiomargarita namibiensis (la perle de soufre de Namibie) est une espèce de bactérie géante qui a été découverte en avril 1997 en populations denses vivant dans certains sédiments des côtes namibiennes, au niveau du plateau continental.

## Taille exceptionnelle
Cette bactérie géante était alors la plus grosse alors jamais découverte (en 1997).
Elle présente en effet un diamètre compris entre 100 et 300 µm, et certaines cellules peuvent atteindre 750 µm (0,75 mm) de long, et donc être visibles à l’œil nu,,.

## Description
C’est une bactérie sphérique, à coloration de Gram négatif.
Son cytoplasme est réduit à une couche étroite entourant une vacuole centrale contenant des nitrates nécessaires à l’oxydation des sulfures.

## Biologie
Cette bactérie vit dans les sédiments et présente la particularité de survivre dans des conditions hostiles pour de nombreuses autres espèces, dans des milieux à la fois riches en nutriments, pauvres en oxygène et riches en sulfures.
De plus, son métabolisme inclut à la fois un cycle du soufre et un cycle de l'azote.
Cette bactérie chimiolithotrophe peut utiliser le nitrate comme accepteur terminal d’électrons dans la chaîne respiratoire. La concentration en nitrate étant fluctuante dans son environnement, la bactérie est capable de stocker le nitrate dans son immense vacuole. Quand la concentration en nitrate est faible dans l’environnement, la bactérie utilise le nitrate contenu dans sa vacuole pour sa respiration.
Au cours de la respiration anaérobie, la bactérie oxyde le sulfure d'hydrogène (H2S) en élément soufre (S).
Le soufre est déposé sous forme de granules dans le cytoplasme, réfléchissant la lumière au microscope, donnant à l’organisme l’aspect d’une perle.